# Cristelo (Caminha)
Cristelo é uma povoação portuguesa do Município de Caminha que foi sede da extinta Freguesia de Cristelo, freguesia que tinha 3,31 km² de área e 244 habitantes (2011), e, por isso, uma densidade populacional de 73,7 hab/km².
A Freguesia de Cristelo foi extinta em 2013, no âmbito de uma reforma administrativa nacional, tendo sido agregada à freguesia de Moledo, para formar uma nova freguesia denominada União das Freguesias de Moledo e Cristelo com a sede em Moledo.

## População
| População da freguesia de Cristelo | População da freguesia de Cristelo | População da freguesia de Cristelo | População da freguesia de Cristelo | População da freguesia de Cristelo | População da freguesia de Cristelo | População da freguesia de Cristelo | População da freguesia de Cristelo | População da freguesia de Cristelo | População da freguesia de Cristelo | População da freguesia de Cristelo | População da freguesia de Cristelo | População da freguesia de Cristelo | População da freguesia de Cristelo | População da freguesia de Cristelo |
| ---------------------------------- | ---------------------------------- | ---------------------------------- | ---------------------------------- | ---------------------------------- | ---------------------------------- | ---------------------------------- | ---------------------------------- | ---------------------------------- | ---------------------------------- | ---------------------------------- | ---------------------------------- | ---------------------------------- | ---------------------------------- | ---------------------------------- |
| 1864                               | 1878                               | 1890                               | 1900                               | 1911                               | 1920                               | 1930                               | 1940                               | 1950                               | 1960                               | 1970                               | 1981                               | 1991                               | 2001                               | 2011                               |
| 220                                | 252                                | 254                                | 303                                | 341                                | 317                                | 310                                | 229                                | 211                                | 209                                | 158                                | 188                                | 184                                | 244                                | 244                                |

| Distribuição da População por Grupos Etários | Distribuição da População por Grupos Etários | Distribuição da População por Grupos Etários | Distribuição da População por Grupos Etários | Distribuição da População por Grupos Etários | Distribuição da População por Grupos Etários | Distribuição da População por Grupos Etários | Distribuição da População por Grupos Etários | Distribuição da População por Grupos Etários | Distribuição da População por Grupos Etários |
| -------------------------------------------- | -------------------------------------------- | -------------------------------------------- | -------------------------------------------- | -------------------------------------------- | -------------------------------------------- | -------------------------------------------- | -------------------------------------------- | -------------------------------------------- | -------------------------------------------- |
| Ano                                          | 0-14 Anos                                    | 15-24 Anos                                   | 25-64 Anos                                   | > 65 Anos                                    |                                              | 0-14 Anos                                    | 15-24 Anos                                   | 25-64 Anos                                   | > 65 Anos                                    |
| 2001                                         | 32                                           | 40                                           | 124                                          | 48                                           |                                              | 13,1%                                        | 16,4%                                        | 50,8%                                        | 19,7%                                        |
| 2011                                         | 30                                           | 24                                           | 136                                          | 54                                           |                                              | 12,3%                                        | 9,8%                                         | 55,7%                                        | 22,1%                                        |